# Olympische Winterspiele 1928/Teilnehmer (Schweiz)
| Gelbes Symbol für Goldmedaillen mit stilisierten Olympischen Ringen | Graues Symbol für Silbermedaillen mit stilisierten Olympischen Ringen | Braundes Symbol für Bronzemedaillen mit stilisierten Olympischen Ringen |
| ------------------------------------------------------------------- | --------------------------------------------------------------------- | ----------------------------------------------------------------------- |
| —                                                                   | —                                                                     | 1                                                                       |

Die Schweiz nahm an den II. Olympischen Winterspielen 1928 in St. Moritz mit einer Delegation von 41 Athleten teil, darunter eine Frau.
Fahnenträger der Schweiz war der Nordischkombinierer Hans Eidenbenz.
| Männliche Teilnehmer aus der Schweiz | Männliche Teilnehmer aus der Schweiz | Männliche Teilnehmer aus der Schweiz | Männliche Teilnehmer aus der Schweiz | Männliche Teilnehmer aus der Schweiz | Männliche Teilnehmer aus der Schweiz | Männliche Teilnehmer aus der Schweiz | Männliche Teilnehmer aus der Schweiz |
| Sportart                             | Sportler | Disziplin                            | Platz                                | Bemerkung                            |                                      |                                      |                                      |
| ------------------------------------ | --- | ------------------------------------ | ------------------------------------ | ------------------------------------ | ------------------------------------ | ------------------------------------ | ------------------------------------ |
| Bob                                  | Charles Stoffel René Fonjallaz Henry Höhnes Emil Coppetti Louis Koch | Fünferbob                            | 8                                    | Schweiz I                            |                                      |                                      |                                      |
| Bob                                  | Jean Mollien John Schneider René Ansermoz André Mollien William Pichard | Fünferbob                            | 13                                   | Schweiz II                           |                                      |                                      |                                      |
| Bob                                  | Als Reserveathleten waren aufgeboten: Hans Schmid, Hermann Vetter, Emil Zaug, Fritz Zogg und Anton Prader (Schweiz III)                                                                       |                                      |                                      |                                      |                                      |                                      |                                      |
| Eishockey                            | Giannin Andreossi Mezzi Andreossi Robert Breiter Louis Dufour (Kapitän) Charles Fasel Albert Geromini Fritz Kraatz Arnold Martignoni Heini Meng Anton Morosani Luzius Rüedi Riccardo Torriani | –                                    | Bronze                               |                                      |                                      |                                      |                                      |
| Eiskunstlauf                         | Louis Barbey | Paarlauf                             | 11                                   | zusammen mit Eloire Barbey           |                                      |                                      |                                      |
| Skeleton                             | Alexander Berner | –                                    | 5                                    |                                      |                                      |                                      |                                      |
| Skeleton                             | Willy von Eschen | –                                    | dnf                                  |                                      |                                      |                                      |                                      |
| Ski nordisch                         | Walter Bussmann | 18-km-Langlauf                       | 15                                   |                                      |                                      |                                      |                                      |
| Ski nordisch                         | Walter Bussmann | 50-km-Langlauf                       | 15                                   |                                      |                                      |                                      |                                      |
| Ski nordisch                         | Hans Eidenbenz | Nordische Kombination                | 19                                   |                                      |                                      |                                      |                                      |
| Ski nordisch                         | Ernst Feuz | Spezialsprunglauf                    | 8                                    |                                      |                                      |                                      |                                      |
| Ski nordisch                         | Otto Furrer | 18-km-Langlauf                       | 21                                   |                                      |                                      |                                      |                                      |
| Ski nordisch                         | Carlo Gourlaouen | 50-km-Langlauf                       | 22                                   |                                      |                                      |                                      |                                      |
| Ski nordisch                         | Alphonse Julen | 18-km-Langlauf                       | dnf                                  |                                      |                                      |                                      |                                      |
| Ski nordisch                         | Stefan Lauener | Nordische Kombination                | 13                                   |                                      |                                      |                                      |                                      |
| Ski nordisch                         | Sepp Mühlbauer | Spezialsprunglauf                    | 7                                    |                                      |                                      |                                      |                                      |
| Ski nordisch                         | Adolf Rubi | Nordische Kombination                | 11                                   |                                      |                                      |                                      |                                      |
| Ski nordisch                         | Bruno Trojani | Spezialsprunglauf                    | 32                                   | stürzte beim zweiten Sprung          |                                      |                                      |                                      |
| Ski nordisch                         | Robert Wampfler | 50-km-Langlauf                       | 17                                   |                                      |                                      |                                      |                                      |
| Ski nordisch                         | Gérard Vuilleumier | Spezialsprunglauf                    | 30                                   | stürzte beim zweiten Sprung          |                                      |                                      |                                      |
| Ski nordisch                         | Hans Zeier | 50-km-Langlauf                       | dnf                                  |                                      |                                      |                                      |                                      |
| Ski nordisch                         | David Zogg | Nordische Kombination                | 16                                   |                                      |                                      |                                      |                                      |
| Ski nordisch                         | Florian Zogg | 18-km-Langlauf                       | 24                                   |                                      |                                      |                                      |                                      |
|                                      | |                                      |                                      |                                      |                                      |                                      |                                      |
| Weibliche Teilnehmer aus der Schweiz | |                                      |                                      |                                      |                                      |                                      |                                      |
| Sportart                             | Sportler | Disziplin                            | Platz                                | Bemerkung                            |                                      |                                      |                                      |
| Eiskunstlauf                         | Eloire Barbey | Damen                                | 19                                   |                                      |                                      |                                      |                                      |
| Eiskunstlauf                         | Eloire Barbey | Paarlauf                             | 11                                   | zusammen mit Louis Barbey            |                                      |                                      |                                      |